# Циммермановка
Циммерма́новка — посёлок сельского типа в Ульчском районе Хабаровского края, один из старейших населённых пунктов на Нижнем Амуре. Возник в 1863 году на правом берегу Амура. Название своё посёлок получил по имени первого начальника почтовой станции Абрама Циммермана. По состоянию на 2021 год в посёлке проживает 1314 жителей.

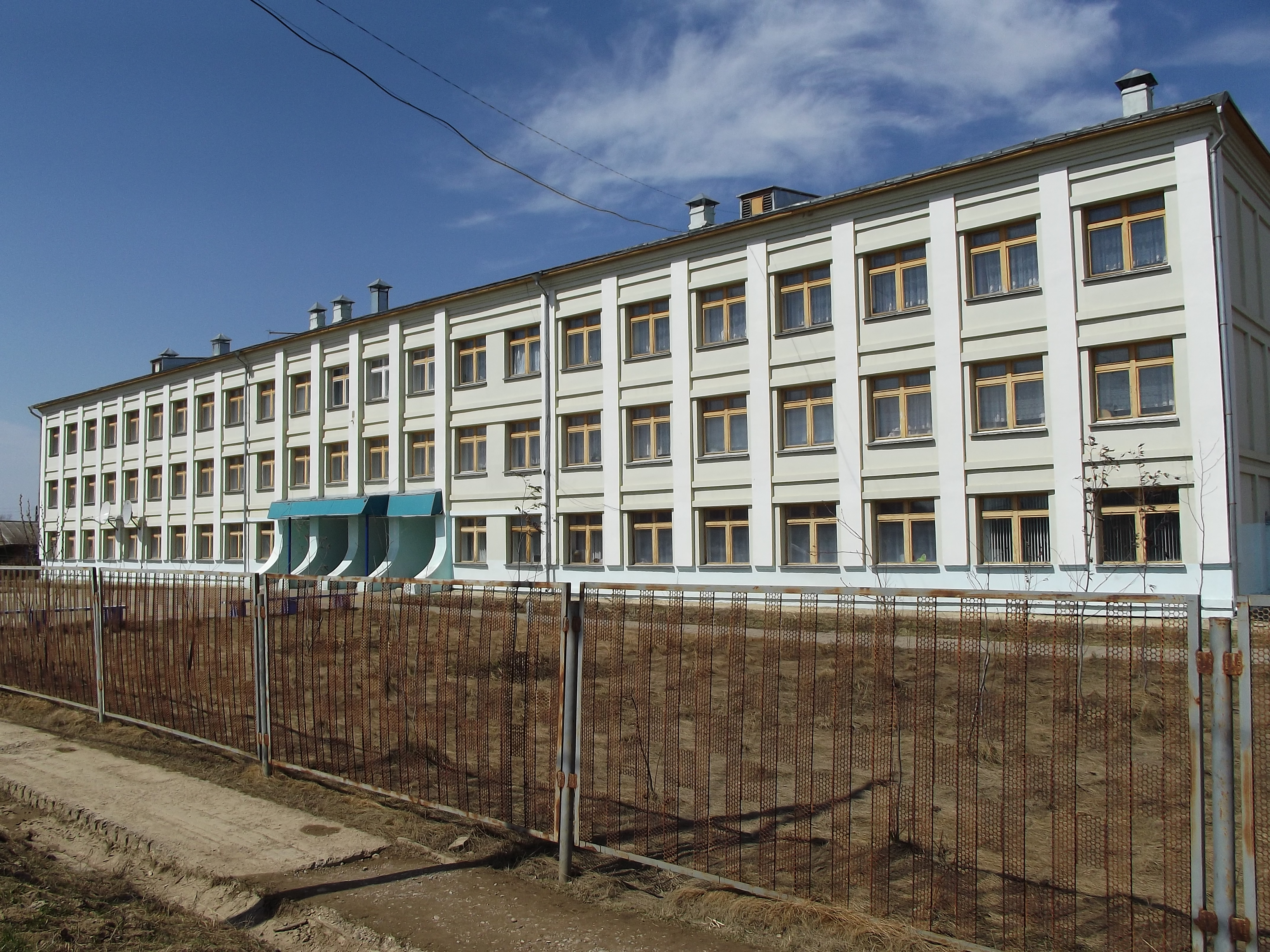
Школа посёлка Циммермановка

## География и климат
Циммермановка расположена на правом берегу Амура. Преобладают низменный плоский рельеф, муссонный климат с дождливым летом. На формирование климата оказывает влияние холодное Охотское море, а также сложный рельеф. Летом Охотское море несёт охлаждение, зимой — смягчает климат. Среднегодовое количество осадков составляет 692 мм, количество дней с осадками — 127.

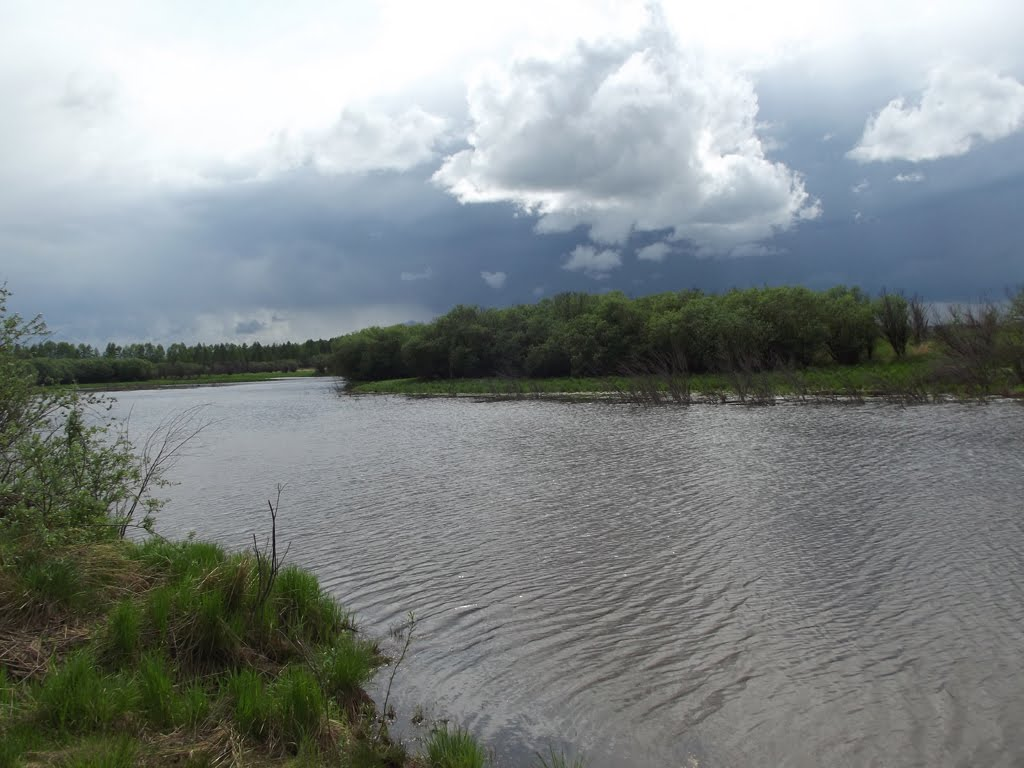
Река Мачтовая вблизи посёлка

Климатические условия позволяют выращивать овощи, капусту, картофель.
Основными видами растительности лесной зоны являются лиственница, ель, пихта, осина, ольха, белая берёза, дуб монгольский. В Амуре и связанных с ним водоёмах водятся многие породы рыб, встречающиеся только на Дальнем Востоке — желтощёк, белый и чёрный амуры, толстолоб, косатка. Наиболее распространёнными являются частиковые породы: щука, лещ, верхогляд, сазан, карась, сом, таймень, сиг, чебак, амурский плоскоголовый жерех (народное название «краснопёрка»). Из осетровых в реке Амур водятся осётр и калуга.

## История
В 50-х годах XIX века с целью закрепления границ России на Дальнем Востоке губернатор восточной Сибири Н. Н. Муравьёв-Амурский организовал Амурскую экспедицию под руководством Геннадия Ивановича Невельского. В ходе экспедиции проводилось обследование русла Татарского пролива и низовий реки Амур. В 1859 году на расстоянии 64 км выше по течению от военного поста Софийск организована почтовая станция. Для её строительства из софийского поста были направлены унтер-офицер Абрам Григорьевич Циммерман, его жена Фейга Евсеевна и четыре солдата. Циммерман был назначен начальником почтовой станции.
В 1863 году, пользуясь свободой, объявленной манифестом об освобождении крестьян, многие крестьяне стали искать новые места жительства. Несколько крестьянских семей из Тамбовского селения поселились близ почтовой станции. Вскоре Циммермановка увеличилась благодаря переселенцам из Забайкалья. В этом же году Циммермановка входит в состав Нижне-Тамбовской волости Удского уезда Приморской области
До революции многие жители занимались сельским хозяйством, заготовкой дров для купеческих пароходов. В районе села были лучшие осетровые тони на Амуре. Купцы из Хабаровска нанимали жителей Циммермановки для вылова осетров и калуги.
В 1866 году в Циммермановке имелось 8 домов и проживало 35 человек. В одном из трёх домов под цинковой крышей была церквушка, в другом — школа, которая открылась в 1875 году. Первые жители — каторжане, отбывшие срок на острове Сахалин, и Вятские переселенцы.
В 1930 году в селе был организован колхоз имени Сталина. В 1934 году была открыта семилетняя школа. В 1978 году — телевизионная станция.
26 октября 2011 года введена в эксплуатацию оптоволоконная линия связи «Ягодный—Циммермановка». Циммермановка стала первым населённым пунктом Ульчского района, в котором были запущены высокоскоростной интернет и интерактивное телевидение.
30 сентября 2019 года в Циммермановке впервые появился 3G - интернет, благодаря мобильному оператору МТС.

## Достопримечательности
В Циммермановке в 1956—1957 годах в память о героях Гражданской войны на месте гибели Ивана Илларионовича Яркина (житель села Верхняя Тамбовка), Александра Плетнева (житель села Зелёный Бор) поставлен памятник партизанам, павшим в борьбе с американо-японскими интервентами за свободу и независимость нашей Родины в 1919 году. В селе также есть улицы, названные в их честь.
В 1985 году, к сорокалетию окончания Великой Отечественной войны, в честь не вернувшихся с фронта односельчан в Циммермановке был установлен ещё один памятник.

## Образование и культура
Функционируют одно дневное общеобразовательное учреждение на 240 мест и одно дошкольное детское учреждение на 75 мест, работают дом культуры и филиал № 15 межпоселенческой библиотеки села Богородское.

## Население
| 1820 | 1828 | 1829 | 1832 |

| 1915  | 1992  | 2002  | 2010  | 2011  | 2012  | 2013  |
| ----- | ----- | ----- | ----- | ----- | ----- | ----- |
| 88    | ↗2100 | ↘1848 | ↘1504 | ↘1495 | ↘1413 | ↘1360 |
| 2014  | 2015  | 2016  | 2017  | 2018  | 2019  | 2020  |
| ↘1302 | ↘1264 | ↘1219 | ↘1203 | ↘1176 | ↘1141 | ↘1106 |
| 2021  |       |       |       |       |       |       |
| ↗1314 |       |       |       |       |       |       |